# Parafia św. Mateusza Apostoła w Górze Pomorskiej
Parafia św. Mateusza Apostoła w Górze Pomorskiej – parafia rzymskokatolicka, znajdująca się w archidiecezji gdańskiej, w dekanacie Luzino.